# Dance Crip
«Dance Crip» es una canción interpretada por el rapero argentino Trueno. Fue lanzada el 7 de noviembre de 2021, a través de Sur Capital Records y Sony Music Argentina, como el tercer sencillo de su segundo álbum de estudio Bien o mal (2022).

## Antecedentes
Antes de «Dance Crip», Trueno ya había ganado notoriedad en la escena del freestyle y el rap argentino, especialmente tras su victoria en la competencia de batalla de los gallos en 2019. Su álbum debut Atrevido (2021) marcó una transición hacia una carrera más consolidada en la música urbana, explorando diversos estilos y colaboraciones. «Dance Crip» se destaca en este contexto como una muestra de su versatilidad y capacidad para fusionar influencias clásicas del hip-hop con sonidos contemporáneos.

## Composición y letra
La canción rinde homenaje a clásicos del hip-hop, inspirándose en canciones como «Rapper's Delight» de Sugarhill Gang, «What's Going On» de Marvin Gaye, «Coolo» de Illya Kuryaki & the Valderramas y «It Was a Good Day» de Ice Cube, reflejando la influencia de la vieja escuela en el estilo de Trueno.
La letra de «Dance Crip» refleja la vida en el barrio, la superación personal y la celebración de la cultura urbana. Trueno utiliza un lenguaje coloquial y referencias locales para conectar con su audiencia, mientras que la producción musical combina ritmos de hip-hop clásico con elementos modernos, creando un sonido fresco y auténtico.

## Desempeño comercial
«Dance Crip» logró posicionarse en diversas listas musicales de América Latina y España. En Argentina, alcanzó el puesto número 2 en el Billboard Argentina Hot 100, consolidándose como uno de los temas más populares del país. En Uruguay, la canción también tuvo una destacada presencia, alcanzando el puesto número 8 en las listas locales. A nivel global, «Dance Crip» ingresó al Billboard Global 200, reflejando su impacto internacional.

## Posicionamiento en las listas
| Lista (2021-2022)             | Mejor posición | Ref.  |
| ----------------------------- | -------------- | ----- |
| España (PROMUSICAE)           | 8              | [ 6 ] |
| Argentina (Billboard Hot 100) | 2              | [ 7 ] |
| (Billboard Global 200)        | 169            | [ 8 ] |

## Certificaciones
| País   | Organismo certificador | Certificación | Ventas certificadas | Ref.  |
| ------ | ---------------------- | ------------- | ------------------- | ----- |
| España | PROMUSICAE             | 1× Platino    | 60,000              | [ 9 ] |